# Yeezus
A Yeezus Kanye West, amerikai rapper és producer hatodik stúdióalbuma, amely 2013. június 18-án jelent meg a Def Jam Recordings és a Roc-A-Fella Records kiadókon keresztül. Az albumon több előadó is közreműködött, mint Mike Dean, a Daft Punk, Noah Goldstein, Arca, Hudson Mohawke és Travis Scott. Az albumhoz ezek mellett vokállal hozzájárult Justin Vernon, Chief Keef, Kid Cudi, Assassin, King L, Charlie Wilson és Frank Ocean.
Tizenöt nappal a megjelenés előtt West felkérte Rick Rubint, hogy alakítsa át az albumot úgy, hogy az sokkal minimalistább legyen. Több zenei stílusból vesz elemeket az album, mint az acid house, elektro, punk és Chicago drill. Ezek mellett West szokatlan stílusban dolgozott fel más dalokat.
Az albumnak nincs kifejezetten albumborítója, a CD verziót egy szimpla lemeztartóban adták ki, egy piros szalaggal. A digitális kiadásnak a borítója egy kép egy ilyen tartóról. West két kislemezt adott ki az albumról, a Black Skinheadet és a Bound 2-t. A Yeezus megjelenése egybeesett J. Cole Born Sinner című albumával, amelynek megjelenését tudatosan egy héttel hamarabbra hozták, hogy egy napon jelenjen meg a Yeezusszal.
A Yeezust méltatták zenekritikusok, többen West egyik legjobb albumának nevezték. A 2014-es Grammy-gálán jelölték a Legjobb rapalbum díjra. Az album első helyen debütált a Billboard 200-on, 327 ezer eladott példánnyal az első hetében. Ezek mellett első volt Ausztráliában, Kanadában, Dániában, Új-Zélandon, Oroszországban és az Egyesült Államokban. Duplaplatina minősítést kapott az Amerikai Hanglemezgyártók Szövetségétől (RIAA). Több magazin is az év egyik legjobb albumának nevezte. A Rolling Stone Minden idők 500 legjobb albuma listáján 269. helyet kapott.

## Háttér

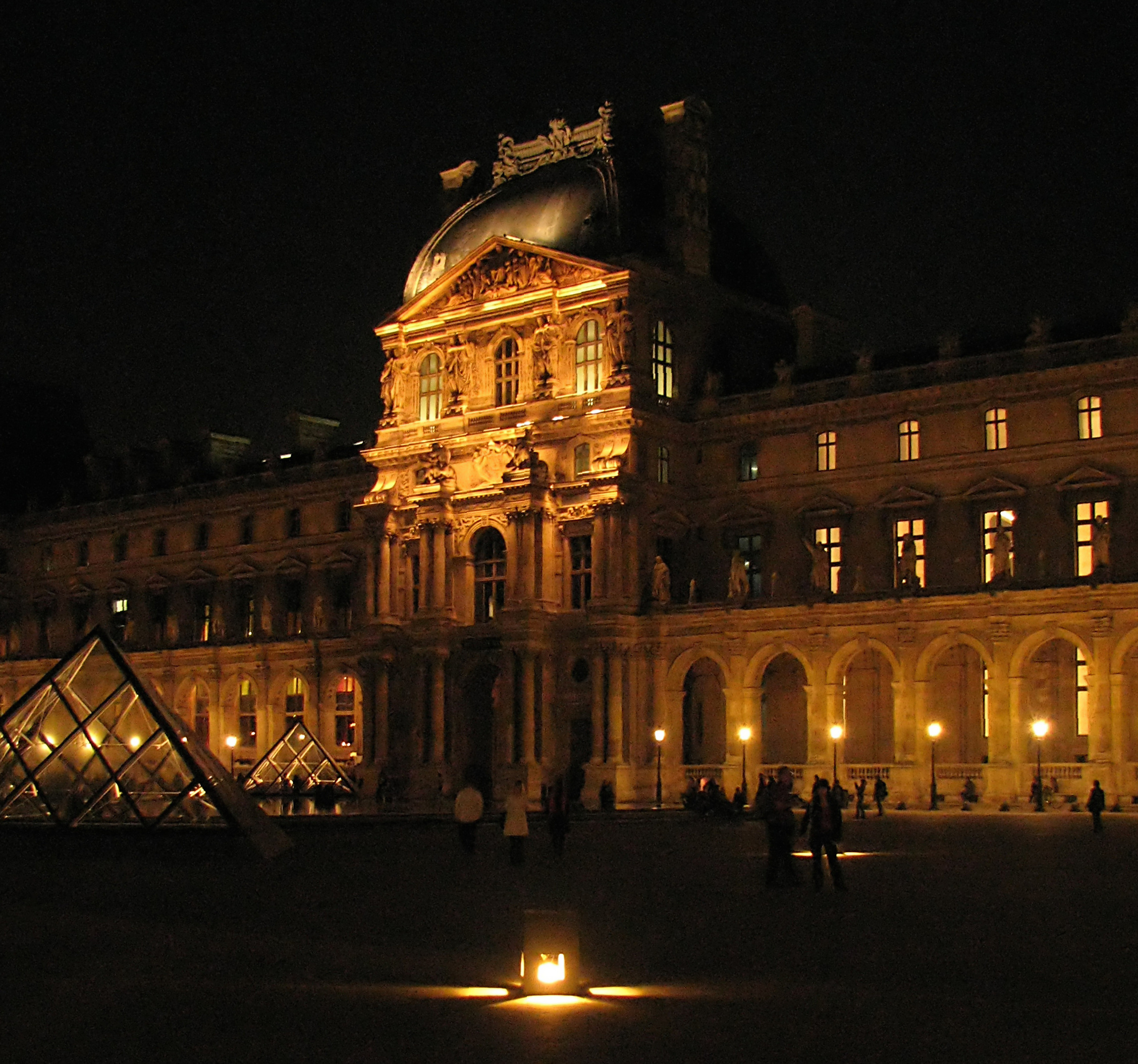
West először Párizsban, saját lakásában kezdett el dolgozni az albumon és gyakran meglátogatta a képen látható Louvre múzeumot.

Ötödik stúdióalbumának, a My Beautiful Dark Twisted Fantasynek (2010) megjelenését követően Kanye West közreműködött Jay-Z-vel, a Watch the Throne (2011) című albumon. 2012 júliusában No I.D. elmondta, hogy elkezdett dolgozni West hatodik albumán, amely a Cruel Summer (2012) válogatásalbum után fog megjelenni. A Yeezuson West több közreműködő előadóval dolgozott, mint Kid Cudi, Charlie Wilson, S1, The Heatmakerz, Mike Dean, Hudson Mohawke, Skrillex, Young Chop, Chief Keef, Frank Ocean, Odd Future, Travis Scott, The-Dream, Cyhi the Prynce, Malik Yusef, King L, John Legend, James Blake, RZA, Mase és Pusha T.
West ezen az albumon minimalizmusra törekedett és a Louvre múzeum bútorkiállításán ötször is járt az album készítése során, inspirációért. Egy Le Corbusier lámpa inspirálta leginkább. Sokat dolgozott Oana Stanescu építésszel és gyakran járt Le Corbusier házakban. West áthelyezte az építészeti szituációt saját életére, mondván, hogy „a látókat félreértelmezik a nem felvilágosodott kortársak.” West találkozott ezek mellett Joseph Dirand építésszel és Axel Vervoordt belsőépítésszel is, és rendelt Le Corbusier lámpákat, illetve Pierre Jeanneret székeket, Svájcból. Ezek mellett hallgatott house zenét az 1980-as évekből, szülővárosából, Chicagóból. Nagy befolyással volt az albumra ezek mellett Alejandro Jodorowsky A szent hegy című munkája. Az album első címe Thank God for Drugs volt.

## Felvételek
2012-ben West elkezdte felvenni hatodik stúdióalbumát, No I.D. és DJ Khaled közreműködésével. Az első felvételek 2013 januárjában történtek, párizsi lakásának nappalijában, amelyre az albumon No Name Hotel néven hivatkoznak. Szimplán tartotta a dalokat, hogy a szoba rossz akusztikája ne rontsa el a felvételek minőségét. Szomszédjai gyakran panaszt tettek a hangos zenei alapok miatt. West és Kim Kardashian azért költöztek Párizsba, hogy a rapper elkezdhessen dolgozni az új albumán.

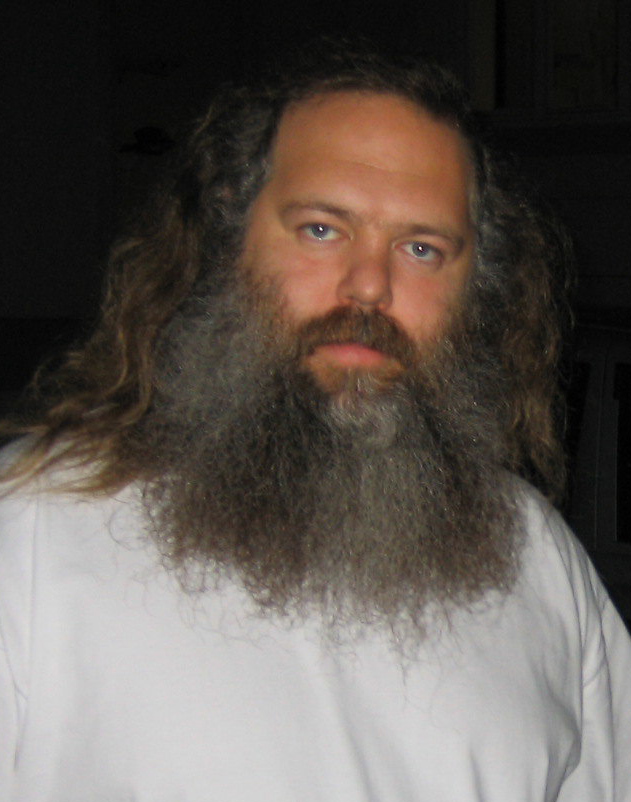
Az albumon közreműködött executive producerként Rick Rubin, a Def Jam Recordings alapítója.

Evian Christ a stúdió atmoszféráját „nagyon koncentrált”-nak nevezte és West több előadót is felkért az albumon való munkára. Hudson Mohawke elmondta, hogy a csoportos érzése a felvételeknek segített a közös munkában. Mindenki, aki közreműködött kapott egy dalt, másnap visszatértek rá és kritizálták. Ezt Anthony Kilhoffer egy rajzórához hasonlította. Arca, az album egyik producere elmondta, hogy eredetileg West csak kérte, hogy küldjön neki zenét. Erre ő legfurcsább alapjait osztotta meg a rapperrel, akinek azok nagyon tetszettek.

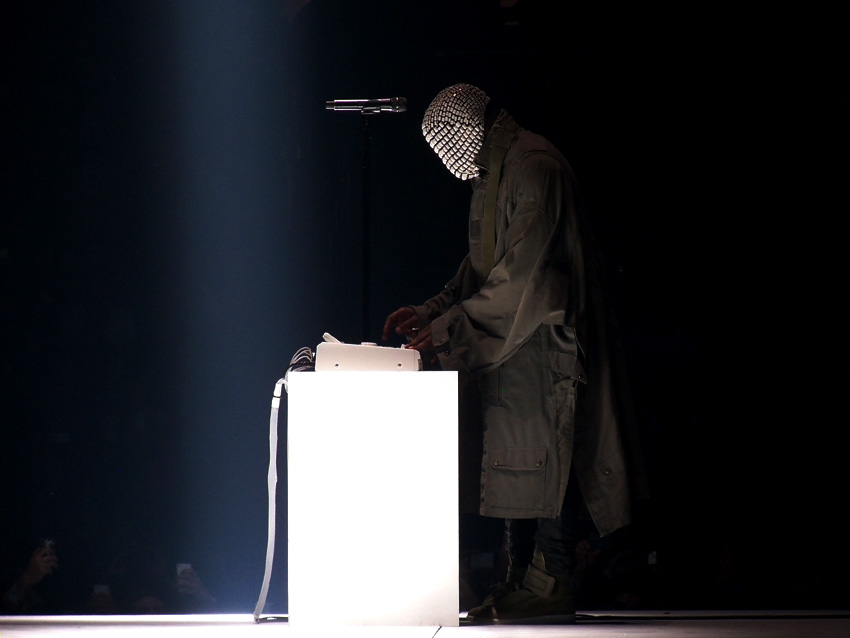
West a Yeezus Tour turné Los Angeles-i állomásán.

Több olyan dalt is lehagyott West az albumról, amelyről úgy gondolta, hogy túlságosan melodikus vagy nagyon hasonlít korábbi munkájához. A hangzásra és a stílusra felállított határokat és kizárta a dubstephez hasonló basszus hangokat. Thomas Bangalter, a Daft Punk egyik tagja nagyon természetesnek nevezte a felvételeket. Ugyan korábbi albumainak, mint a My Beautiful Dark Twisted Fantasy (2010) munkálatai sok időbe teltek, a Yeezusról Kilhoffer azt mondta, hogy „a leggyorsabb lemez, amit valaha készítettünk.” 2013 májusában a Def Jam vezetői meghallgatták az albumot és azt mondták, hogy nagyon „sötét.” Travis Scott azt mondta, hogy amit hallott az albumról olyan volt, mintha 3000-ből lett volna és őrült emlékeket váltott ki belőle.
Christopher Bagley (W) azt írta, hogy West kreatív folyamata maximalista. 2013 márciusban West azt mondta, hogy az album már majdnem teljesen kész van, majd egy hónappal később kijelentette, hogy még csak 30% körül tart. Az utolsó pillanatban több változtatást is végzett az albumon és a stúdióba hívta Rick Rubint, a Def Jam Recordings alapítóját. Mindez napokkal a megjelenés előtt történt, több dalt teljesen újra felvettek. Az első verzió, amit West lejátszott Rubinnak, 3 és fél óra hosszú volt. Rubin dolga az album minimalizálása és lerövidítése volt.
2013 májusának végén és júniusának elején napokat töltöttek Rubin malibui stúdiójában, hogy befejezzék az albumot. Rubin szerint lehetetlen volt, hogy befejezzék az albumot a megadott határidőre és végül szabadnapok nélkül, hosszú órákat dolgozott a lemezen. West eredetileg 16 dalt szeretett volna az albumon, mielőtt Rubin azt javasolta, hogy csak 10 legyen és inkább adják ki a többit egy második album formájában. Rubin ennek példájaként a Boundot hozta föl, amely sokkal inkább R&B volt és elütött a minimalista albumtól. West végül Bound 2 címen helyezte a lemezre a dalt, megváltoztatott zenei alappal. Két nappal az album leadása előtt West megírta és felvette két dalnak a szövegét, míg három másik dalnak két óra alatt vette fel vokáljait.

## Ranglisták
| Magazin              | Ország             | Lista eredeti neve                                 | Év   | Hely | For.   |
| -------------------- | ------------------ | -------------------------------------------------- | ---- | ---- | ------ |
| Exclaim!             | Kanada             | Top 10 Hip Hop Albums of 2013                      | 2013 | 1    | [ 22 ] |
| Now                  | Kanada             | Top 10 Albums of 2013                              | 2013 | 1    | [ 23 ] |
| Clash                | Egyesült Királyság | Top Albums of 2013                                 | 2013 | 3    | [ 24 ] |
| Clash                | Egyesült Királyság | The Top 100 Albums of Clash's Lifetime (2004–2014) | 2015 | 38   | [ 25 ] |
| Crack Magazine       | Egyesült Királyság | The Top 100 Albums of the Decade (2010–2019)       | 2019 | 14   | [ 26 ] |
| Fact                 | Egyesült Királyság | The 50 Best Albums of 2013                         | 2013 | 3    | [ 27 ] |
| The Guardian         | Egyesült Királyság | The Best Albums of 2013                            | 2013 | 1    | [ 28 ] |
| The Guardian         | Egyesült Királyság | The 100 Best Albums of the 21st Century            | 2019 | 18   | [ 29 ] |
| NME                  | Egyesült Királyság | 50 Best Albums of 2013                             | 2013 | 2    | [ 30 ] |
| NME                  | Egyesült Királyság | The Best Albums of the Decade: The 2010s           | 2019 | 3    | [ 31 ] |
| The A.V. Club        | Egyesült Államok   | The 23 Best Albums of 2013                         | 2013 | 1    | [ 32 ] |
| Beats Per Minute     | Egyesült Államok   | The Top 130 Albums of 2013                         | 2013 | 59   | [ 33 ] |
| Billboard            | Egyesült Államok   | 15 Best Albums of 2013                             | 2013 | 2    | [ 34 ] |
| Billboard            | Egyesült Államok   | 100 Best Albums of the 2010s: Staff Picks          | 2019 | 62   | [ 35 ] |
| Cleveland.com        | Egyesült Államok   | 100 Greatest Albums of the 2010s                   | 2019 | 11   | [ 36 ] |
| Complex              | Egyesült Államok   | The 50 Best Albums of 2013                         | 2013 | 1    | [ 37 ] |
| Consequence          | Egyesült Államok   | Top 50 Albums of 2013                              | 2013 | 1    | [ 38 ] |
| Consequence          | Egyesült Államok   | Top 100 Albums of the 2010s                        | 2019 | 12   | [ 39 ] |
| The Daily Beast      | Egyesült Államok   | The 13 Best Albums of 2013                         | 2013 | 1    | [ 40 ] |
| Entertainment Weekly | Egyesült Államok   | 10 Best Albums of '13                              | 2013 | 1    | [ 41 ] |
| MTV                  | Egyesült Államok   | Best Albums of 2013                                | 2013 | 1    | [ 42 ] |
| New York             | Egyesült Államok   | The 10 Best Pop Albums of the Year                 | 2013 | 2    | [ 43 ] |
| Paste                | Egyesült Államok   | The 100 Best Albums of the 2010s                   | 2019 | 25   | [ 44 ] |
| Pitchfork            | Egyesült Államok   | The Top 50 Albums of 2013                          | 2013 | 2    | [ 45 ] |
| Pitchfork            | Egyesült Államok   | Best Albums of the Decade So Far (2010–2014)       | 2014 | 8    | [ 46 ] |
| Pitchfork            | Egyesült Államok   | The 200 Best Albums of the 2010s                   | 2019 | 15   | [ 47 ] |
| Rolling Stone        | Egyesült Államok   | 50 Best Albums of 2013                             | 2013 | 2    | [ 48 ] |
| Rolling Stone        | Egyesült Államok   | 100 Best Albums of the 2010s                       | 2019 | 13   | [ 49 ] |
| Rolling Stone        | Egyesült Államok   | 500 Greatest Albums of All Time                    | 2020 | 269  | [ 1 ]  |
| Slant Magazine       | Egyesült Államok   | The 25 Best Albums of the 2013                     | 2013 | 4    | [ 50 ] |
| Slant Magazine       | Egyesült Államok   | The 100 Best Albums of the 2010s                   | 2019 | 41   | [ 51 ] |
| Spin                 | Egyesült Államok   | Spin's 50 Best Albums of 2013                      | 2013 | 1    | [ 52 ] |
| Stereogum            | Egyesült Államok   | The 50 Best Albums of 2013                         | 2013 | 1    | [ 53 ] |
| Stereogum            | Egyesült Államok   | The 100 Best Albums of the 2010s                   | 2019 | 2    | [ 54 ] |
| Time                 | Egyesült Államok   | Top 10 Albums of 2013                              | 2013 | 1    | [ 55 ] |
| Uproxx               | Egyesült Államok   | The Best Albums of the 2010s                       | 2019 | 14   | [ 56 ] |
| The Village Voice    | Egyesült Államok   | Pazz & Jop critics' poll of 2013                   | 2013 | 1    | [ 57 ] |
| The Washington Post  | Egyesült Államok   | Top Ten Albums of 2013                             | 2013 | 2    | [ 58 ] |
| Way Too High         | Egyesült Államok   | Best 50 Albums of the Decade So Far                | 2015 | 1    | [ 59 ] |

## Számlista
| Yeezus | Yeezus              | Yeezus | Yeezus | Yeezus | Yeezus | Yeezus | Yeezus | Yeezus | Yeezus |
|        | Cím                 | Szerző(k) | Hossz  |        |        |        |        |        |        |
| ------ | ------------------- | --- | ------ | ------ | ------ | ------ | ------ | ------ | ------ |
| 1.     | On Sight            | Kanye West Guy-Manuel de Homem-Christo Thomas Bangalter Malik Jones Che Smith Elon Rutberg Cydel Young Derek Watkins Mike Dean                                        | 2:36   |        |        |        |        |        |        |
| 2.     | Black Skinhead      | West de Homem-Christo Bangalter Jones Young Rutberg Wasalu Muhammad Jaco Sakiya Sandifer Dean Watkins                                                                 | 3:08   |        |        |        |        |        |        |
| 3.     | I Am a God          | West de Homem-Christo Bangalter Ross Birchard Justin Vernon Jones Smith Rutberg Young Dean Watkins Clifton Bailey Harvel Hart Anand Bakshi Rahul Burman               | 3:51   |        |        |        |        |        |        |
| 4.     | New Slaves          | West Frank Ocean Young Ben Bronfman Jones Smith Rutberg Sandifer Louis Johnson Dean Presser Gábor Adamis Anna                                                         | 4:16   |        |        |        |        |        |        |
| 5.     | Hold My Liquor      | West Dean Vernon Keith Cozart Rutberg Smith Jones Alejandra Ghersi Young Watkins                                                                                      | 5:26   |        |        |        |        |        |        |
| 6.     | I'm In It           | West Vernon Jeffrey Ethan Campbell Josh Leary Jones Young Sandifer Rutberg Dean Andre Harris Jill Scott Vidal Davis Carvin Haggins Kenny Lattimore                    | 3:54   |        |        |        |        |        |        |
| 7.     | Blood on the Leaves | West Birchard Rutberg Jones Tony Williams Young Dean Lewis Allen | 6:00   |        |        |        |        |        |        |
| 8.     | Guilt Trip          | West Scott Mescudi Young Dean Larry Griffin, Jr. Keith Elam Kevin Hansford Dupre Kelly Chris Martin Al-Terik Wardrick Marlon Williams Terrence Thornton Tyree Pittman | 4:03   |        |        |        |        |        |        |
| 9.     | Send It Up          | West Johnson de Homem-Christo Bangalter Ghersi Mike Levy Sandifer Ab Liva Rutberg Dean Moses Davis Colin York Lowell Dunbar                                           | 2:58   |        |        |        |        |        |        |
| 10.    | Bound 2             | West John Stephens Charles Wilson Pope Rutberg Young Jones Sandifer Dean Norman Whiteside Bob Massey Robert Dukes Ronnie Self                                         | 3:49   |        |        |        |        |        |        |
| 40:01  |                     | |        |        |        |        |        |        |        |

Közreműködőközreműködők
- I Am a God: Isten (közreműködő előadóként), Justin Vernon
- New Slaves: Frank Ocean
- Hold My Liquor: Chief Keef és Justin Vernon
- I'm In It: Justin Vernon és Assassin
- Guilt Trip: Kid Cudi[60]
- Send it Up: King L
- Bound 2: Charlie Wilson

Feldolgozott dalok
- On Sight: Sermon (He'll Give Us What We Really Need), szerezte: Keith Carter, Sr.
- I Am a God: Forward Inna Dem Clothes, szerezte: Clifton Bailey III és H. Hart, előadta: Capleton; Are Zindagi Hai Khel, szerezte: Anand Bakshi és Rahul Burman, előadta: Burman, Manna Dey és Asha Bhosle.
- New Slaves: Gyöngyhajú lány, szerezte: Presser Gábor és Adamis Anna, előadta: Omega.
- I'm In It: Lately, szerezte: Vidal Davis, Carvin Haggins, Andre Harris, Kenny Lattimore és Jill Scott, előadta: Lattimore.
- Blood on the Leaves: Strange Fruit, szerezte: Lewis Allan, előadta: Nina Simone
- Guilt Trip: Chief Rocka, szerezte: Keith Elam, Kevin Hansford, Dupre Kelly, Christopher Martin, Alterick Wardrick és Marlon Williams, előadta: Lords of the Underground; Blocka (Ackeejuice Rockers Remix), szerezte: Terrence Thornton és Tyree Pittman, előadta: Pusha T, Travis Scott és Popcaan.
- Send It Up: Memories, szerezte: Anthony Moses Davis, Collin York és Lowell Dunbar, előadta: Beenie Man.
- Bound 2: Aeroplane (Reprise), szerezte: Norman Whiteside, előadta: Wee; Bound, szerezte: Bobby Massey és Robert Dukes, előadta: Ponderosa Twins Plus One; Sweet Nothin's, szerezte: Ronnie Self, előadta: Brenda Lee

## Közreműködő előadók
Az albumon feltüntetett jegyzetek alapján.
| Háttérmunka - Noah Goldstein – producer, további programozás (3; SFX on 8), hangmérnök (összes), keverés (1, 6–8) - Hudson Mohawke – producer, további programozás (4) - Arca – producer, további programozás (4) - Young Chop – producer - Ken Lewis – hangok (4, 6), kórus producer (1) - Tammy Infusino – vokál készítése (6) - Che Pope – további programozás (3) - Travis Scott – további programozás (3) - Anthony Kilhoffer – hangmérnök (1–8, 10), keverés (4, 9) - Mike Dean – hangmérnök (1–6, 8) - Andrew Dawson – hangmérnök (1, 9) - Brent Kolatalo – hangmérnök (6) - Marc Portheau – hangmérnök asszisztens (összes) - Khoï Huynh – hangmérnök asszisztens (összes) - Raoul Le Pennec – hangmérnök asszisztens (összes) - Nabil Essemlani – hangmérnök asszisztens (összes) - Keith Parry – hangmérnök asszisztens (összes) - Kenta Yonesaka – hangmérnök asszisztens (1–5, 7, 8) - David Rowland – hangmérnök asszisztens (1–5, 7, 8) - Sean Oakley – hangmérnök asszisztens (1, 2, 4–8), keverés asszisztens (1, 4, 6–9) - Eric Lynn – hangmérnök asszisztens (1, 2, 4–8), keverés asszisztens (1, 4, 6–9) - Dave "Squirrel" Covell – hangmérnök asszisztens (1, 2, 4–8), keverés asszisztens (1, 4, 6–9) - Josh Smith – hangmérnök asszisztens (1, 2, 4–8), keverés asszisztens (1, 4, 6–9) - Kevin Matela – hangmérnök asszisztens (4) - Mat Arnold – hangmérnök asszisztens (6, 8) - Dale – hangmérnök asszisztens (6) - Damien Prost – hangmérnök asszisztens (7) - Manny Marroquin – keverés (2, 3, 5, 10) - Delbert Bowers – keverés asszisztens (2, 3, 5, 10) - Chris Galland – keverés asszisztens (2, 3, 5, 10) - Kyle Ross – keverés asszisztens (4) - Uri Djemal – kórus hangmérnök (1) - Vlado Meller – master - Mark Santangelo – asszisztens master, hangmérnök - Chris Gehringer – master (2) | Zenészek - Mike Dean – további hangszerek (gitár - 5; basszus, gitár - 10) - Chris "Hitchcock" Chorney – további hangszerek (cselló - 8) - Dylan Wissing – dobok (1) - Matt Teitelman – ütőhangszerek (1) - Alvin Fields – kórusvezető (1) - Carmen Roman – kórus (1) - K. Nita – kórus (1) - John Morgan – kórus (1) - Jessenia Pena – kórus (1) - Ronnie Artis – kórus (1) - Crystal Brun – kórus (1) - Sean Drew – kórus (1) - Natalis Ruby Rubero – kórus (1) - Lorraine Berry – kórus (1) - Gloria Ryann – kórus (1) - Timeka Lee – kórus (1) - Matthew Williams – zenei konzultáns - Benji B – DONDA music Design - Kanye West – kreatív igazgató, művészi igazgató - Virgil Abloh – kreatív igazgató - Matthew Williams – kreatív igazgató - Justin Saunders – DONDA kreatív igazgató - Joe Perez – DONDA grafikus - Jim Joe 13 – illusztráció (DONDA) - Todd Russell – art production - Kristen Yiengst – art production - Alex Haldi – art production - Andrew Zaeh – art production - Meredith Truax – art production - Tai Linzie – art production - The DGS Team – art production |

## Slágerlisták
| Slágerlista (2013–2015)                | Legmagasabb pozíció |
| -------------------------------------- | ------------------- |
| Ausztrál Albumok (ARIA)                | 1                   |
| Australian Urban Albums (ARIA)         | 1                   |
| Osztrák Albumok (Ö3 Austria)           | 22                  |
| Belga Albumok (Ultratop Flanders)      | 4                   |
| Belga Albumok (Ultratop Wallonia)      | 22                  |
| Kanadai Albumok (Billboard)            | 1                   |
| Horvát Albumok (HDU)                   | 4                   |
| Cseh Albumok (ČNS IFPI)                | 32                  |
| Dán Albumok (Hitlisten)                | 1                   |
| Holland Albumok (Album Top 100)        | 16                  |
| Finn Albumok (Suomen virallinen lista) | 13                  |
| Franciaország Albumok (SNEP)           | 12                  |
| Német Albumok (Offizielle Top 100)     | 15                  |
| Görög Albumok (IFPI)                   | 27                  |
| Ír Albumok (IRMA)                      | 4                   |
| Olasz Albumok (FIMI)                   | 40                  |
| Japán Albumok (Oricon)                 | 25                  |
| Új-Zéland Albumok (RMNZ)               | 1                   |
| Norvég Albumok (VG-lista)              | 2                   |
| Lengyel Albumok (ZPAV)                 | 41                  |
| Orosz Albumok (2M)                     | 1                   |
| Skót Albumok (OCC)                     | 4                   |
| Dél-Korea-i Albumok (Gaon)             | 19                  |
| Spanyol Albumok (PROMUSICAE)           | 78                  |
| Svéd Albumok (Sverigetopplistan)       | 21                  |
| Svájci Albumok (Schweizer Hitparade)   | 6                   |
| Tajvani Albumok (RIT)                  | 16                  |
| UK Albums (OCC)                        | 1                   |
| UK R&B Albums (OCC)                    | 1                   |
| US Billboard 200                       | 1                   |
| US Top R&B/Hip-Hop Albums (Billboard)  | 1                   |

| Év   | Slágerlista                           | Pozíció |
| ---- | ------------------------------------- | ------- |
| 2013 | Ausztrál Albumok (ARIA)               | 65      |
| 2013 | Belga Albumok (Ultratop Flanders)     | 147     |
| 2013 | Kanadai Albumok (Billboard)           | 38      |
| 2013 | Dán Albumok (Hitlisten)               | 66      |
| 2013 | UK Albums (OCC)                       | 112     |
| 2013 | US Billboard 200                      | 37      |
| 2013 | US Top R&B/Hip-Hop Albums (Billboard) | 12      |
| 2014 | Australian Urban Albums (ARIA)        | 26      |
| 2014 | US Top R&B/Hip-Hop Albums (Billboard) | 38      |
| 2015 | Australian Urban Albums (ARIA)        | 76      |
| 2016 | Australian Urban Albums (ARIA)        | 83      |

## Minősítések
| Régió                    | Minősítés  | Példányszám |
| ------------------------ | ---------- | ----------- |
| Ausztrália (ARIA)        | Arany      | 35,000      |
| Dánia (IFPI Denmark)     | Platina    | 20,000      |
| Egyesült KIrályság (BPI) | Arany      | 100,000     |
| Egyesült Államok (RIAA)  | 2× Platina | 750,000     |

## Kiadások
| Régió              | Dátum            | Kiadó                   | Formátum                  | For.    |
| ------------------ | ---------------- | ----------------------- | ------------------------- | ------- |
| Ausztrália         | 2013. június 18. | Universal               | - CD - digitális letöltés | [ 103 ] |
| Németország        | 2013. június 18. | Universal               | - CD - digitális letöltés | [ 104 ] |
| Világszerte        | 2013. június 18. | Def Jam                 | - CD - digitális letöltés | [ 105 ] |
| Egyesült Államok   | 2013. június 18. | - Def Jam - Roc-A-Fella | - CD - digitális letöltés | [ 106 ] |
| Franciaország      | 2013. június 21. | Universal               | - CD - digitális letöltés | [ 107 ] |
| Egyesült KIrályság | 2013. június 22. | Virgin EMI              | - CD - digitális letöltés | [ 108 ] |